# Gustaw Raszewski
Gustaw Raszewski herbu Grzymała (ur. 1857 w Jasieniu, zm. 13 marca 1931) – polski ziemianin, działacz rolniczy i społeczny, starosta.

## Życiorys
Syn Ignacego (ziemianina i generalnego radcy Ziemstwa Kredytowego w Poznaniu) i Józefy z Koczorowskich herbu Rogala. Brat Kazimierza Raszewskiego. Wychowany w silnych tradycjach napoleońskich i niepodległościowych (jego pradziadem był gen. bryg. Kazimierz Turno). Studiował rolnictwo na uniwersytetach w Halle i Monachium.
Od 1889 przejął po rodzicach majątek Jasień, w którym gospodarował do końca życia. Jasień uchodził za jeden z najlepiej utrzymanych majątków ziemskich w Wielkopolsce. Specjalizował się w uprawie buraka cukrowego oraz hodowli konia w tym, przede wszystkim remontów dla wojska.
Działał w wielu organizacjach i instytucjach o charakterze społecznym i gospodarczym w tym w Centralnym Towarzystwie Gospodarczym. Od 1910 (po ustąpieniu Józefa Chłapowskiego) do 1920 – pełnił funkcję patrona Związku Poznańskich Kółek Rolniczych. Za jego kadencji Organizacja znacznie się rozrosła, odgrywając poważną rolę nie tylko gospodarczą, ale i narodową. Nasilono prace oświatowe, lustracje gospodarstw i wystawy rolnicze. W 1913 Związek obejmował 395 Kółek, przy czym w okołu stu prezesami byli przedstawiciele warstwy chłopskiej. Podczas I wojny światowej władze niemieckie zawieszają czasowo działalność kółek. W listopadzie 1918 Raszewski włączył kółka w budowanie struktur niepodległej Polski. W rezultacie wielu działaczy kółek obejmuje funkcje w Radach Ludowych, a podczas powstania wielkopolskiego – w oddziałach powstańczych i w Straży Ludowej. W okresie od 3 stycznia 1919 do 24 sierpnia 1921 jako pierwszy w historii sprawował urząd polskiego starosty powiatu kościańskiego. W tej roli przeorganizował administrację powiatu. W 1919 gościł w Jasieniu ponad 100 posłów i senatorów z Wincentym Witosem na czele. Ułatwiał też kontakty Naczelnika Państwa Józefa Piłsudskiego z (w większości niechętnie mu nastawionym) ziemiaństwem wielkopolskim. W 1923 został prezesem Wielkopolskiej Izby Rolniczej.
Działalność społeczna Gustawa Raszewskiego wpisywała się w szeroki nurt zaangażowania ziemiaństwa wielkopolskiego na rzecz praktycznego stosowania zasad pozytywizmu i pracy organicznej.
Żonaty z Teodorą z Moszczeńskich. Mieli siedmioro dzieci: Zofię (później Ponikiewska herbu Trzaska, żona Stefana Ponikiewskiego z Drobnina), Ignacego (podporucznik artylerii w powstaniu wielkopolskim), Teodora (rotmistrz, zginął w powstaniu wielkopolskim), Antoninę (później Zakrzewska herbu Trzaska), Kazimierza, Józefę (później Brzezińska herbu Lubicz) i Helenę.
Został odznaczony Krzyżem Komandorskim Orderu Odrodzenia Polski (2 maja 1923) oraz francuskim orderem Merite Agricole (za zasługi w dziedzinie publicystyki rolnej i udział w wystawach rolniczych w Paryżu).
Zmarł 13 marca 1931 i został pochowany n cmentarzu w Starych Oborzyskach.
Co roku, w rocznicę odzyskania niepodległości, starosta kościański w asyście harcerzy i gimnazjalistów składa kwiaty na grobie Gustawa Raszewskiego na cmentarzu w Starych Oborzyskach.